# Cornucopiella mirabilis
Cornucopiella mirabilis är en svampart som beskrevs av Höhn. 1915. Cornucopiella mirabilis ingår i släktet Cornucopiella, divisionen sporsäcksvampar och riket svampar.   Inga underarter finns listade i Catalogue of Life.